# Башня Просфория
Башня Просфори́я (греч. Πύργος Προσφορίου [piˈrɡos prosforiˈu]), также Византийская башня или Уранопольская башня, — византийская башня в Уранополисе, Халкиди́ки, Греция. Является самой крупной и лучше всего сохранившейся башней византийского периода в Халкидиках. Кроме того, это единственная из башен Халкидик, которая была заселена до недавнего времени. Вместе с прилежащими строениями принадлежит Министерству культуры Греции и служит музеем. Название происходит от названия метохи (монастыря) Просфо́р, который был подчинён монастырю Ватопе́д.

## Строение
Находится на набережной у причала, на скалах, на берегу залива А́йон-О́рос. Построена в стратегическом месте, которое позволяет наблюдать за окружающими районами: горой Афон, монастырями вокруг, морем и островами Дре́ния и Амолиани́, расположенными напротив.
Башня представляет собой каменное сооружение 22-метровой высоты с узкими окнами и прорезями, расположенными только на верхних этажах. Такая конструкция свидетельствует о пиратских набегах и иных сражениях в прошлом.
Вход в башню находится со двора. На каменном полу вырезан византийский орёл. В башне есть небольшая часовня, которая много лет использовалась местными жителями, пока не была построена нынешняя церковь. Крутая лестница ведёт на верхние этажи, где расположены два деревянных балкона. В углублении на одном из балконов находится древний человеческий череп, направленный на море внизу. Считается, что это череп аббата, который был убит пиратами.
Башня является частью комплекса, который включает в себя также порт Арсана́ и небольшой укреплённый двор. Порт расположен к северо-западу от башни. Он состоит из трёх этажей. Цокольный этаж использовался для хранения лодок, первый и второй — как склады. Укреплённый по периметру двор расположен с восточной стороны башни. Жилые и складские помещения внутри двора датируются серединой XIX века.

## История
Башня была построена монастырем Ватопед для защиты своего подворья (фермы), расположенного в этом районе, на земле, принадлежащей монастырю Зиг. Пока раскопки монастыря Ватопед не завершены, дата возведения башни не известна, но определено, что она уже принадлежала монастырю в 1018 году. По типологии и конструкции она может быть причислена к немногим известным образцам XI—XII веков. Тогда (XI—XII века, византийский период) она представляла собой нижнюю часть здания без наклонной стены и двух верхних этажей. Известно, что в мае 1379 года здесь гостил Иоанн VII Палеолог, деспот Салоников. Он сделал несколько уступок в пользу горы Афон и снял с подворья обязанность платить налоги. Оригинал документа хранится в монастыре Ватопед. Подворье процветало и расширялось, завладев всеми землями в этом районе, в том числе монастырём Зиг, который к тому времени пришёл в упадок. В 1585 году башне был нанесён большой урон в результате землетрясения. Муниципалитет Халкидики предполагает, что после землетрясения были добавлены ещё два этажа и не сохранившийся верхний этаж с зубьями датированные временем Османской империи, а также укреплённый двор.
В 1821 году в башне произошёл пожар. В 1858 году башня была в ужасном состоянии и заброшена. В XIX веке землетрясение полностью разрушило верхний этаж. В результате был произведён ремонт, который придал башне её нынешнюю форму. Была построена крыша и создана внутренняя обшивка из дерева, однако в 1862 году были включены в реконструкцию. Внешняя наклонная подпорная стена была построена после этого. В 1865 был построен порт Арсана вместе с пирсом, которого в настоящее время не существует. После 1865 года было добавлено несколько других зданий в округе. Это были склады, загоны, оливковый пресс, колодец, печь, конюшни, кузница и два больших дома, где жили рабочие-миряне. Сегодня из них сохранились кузница и дома рабочих. До 1922 года башня использовалась в качестве жилого помещения монахов, управлявших подворьем.
После поражения Греции в греко-турецкой войне в 1922 года произошёл греко-турецкий обмен населением и земли монастыря были переданы греческим беженцам из Турции. Они обжились в башне, окружающих зданиях, а также в палатках.
Огромный вклад в сохранение башни и создание музея внесли, приехавшие в 1928 году, супруги Джойс Лох и Сидней Лох (Joice Loch and Sydney Loch), члены благотворительной организации, занятой помощью беженцам Первой мировой войны. Желая помочь Уранополису, они занимались изучением текстильного искусства под названием Ковры башни. Благодаря им были сохранены традиционные узоры текстиля ручной работы. Поскольку у беженцев не было надлежащей техники, Джойс заказала первый деревянный ткацкий станок и помогла им открыть ткацкую мастерскую в Башне, а также показала уже опытным в ткачестве женщинам как окрашивать шерсть естественными красителями. Сидней создавал проекты, основанные на мотивах фресок и рукописей, которые сфотографировал в разных монастырях Афона а также персидских ковров. В течение более чем 50 лет супруги Лох постоянно жили в башне, собирали исторические материалы и занимались написанием книг. В 1954 году скончался Сидней, в 1982 умерла Джойс.
В 1975 году на четырёх уровнях в высоту были заделаны и стянуты трещины. Затем были установлены кронштейны из строительной стали, которые вскоре начали разрушаться из-за неблагоприятных условий прибрежного памятника и стали почти бесполезны. Далее была отремонтирована деревянная крыша, восстановлены несущие деревянные конструкции внутри башни и стыки на внутренних и наружных поверхностях её стен. Также заменены кронштейны 1975 года стержнями из нержавеющей стали. Во время работ старались максимально сохранить исходный материал, но возникли претензии, что внутри, среди деревянных конструкций, оставлено много старых составляющих. В итоге были заменены или дополнены другие деревянные элементы интерьера (лестницы, перила, рамы). Окна на северной и южной стенах верхнего этажа были приведены к исторической форме. На деревянные полы уложили кирпичные, согласно сохранившимся останкам[что?]. Спонсорами реставрации выступали 10-я коллегия византийских древностей и Министерство культуры Греции.

## Музей
С 2005 года работает как музей. Некоторое время музей был закрыт из-за отсутствия охраны. После оказанного давления со стороны муниципальных властей на компетентные службы, выставка в башне вновь открылась на лето и осень 2018 года.
Внутри памятника размещена выставка, охватывающая следующие темы: Дохристианские Халкидики, Христианские Халкидики, Уранополис, Пара Лох, Гора Афон. В башне выставлены экспонаты с горы Афон, из монастыря Зиг, крепости Не́поси, залива Иерисо́с, Варва́ры, Мега́ли Панаги́и, Сидирока́фсии, А́канфа, Палеохо́ри, а также фотографии и другие материалы о самоотверженной деятельности супруг Лох. Важными экспонатами музея являются найденные на горе Афон два бронзовых кори́нфских шлема VI века до н. э., найденные в монастыре Зиг моливдо́вул Афанасия Афонского, датируемый концом X века н. э., стеклянный светильник, и богато расписанная глазурью посуда, а также найденные в Варваре и Непоси остраконы христианского периода.